# 바이러스 (영화)
바이러스는 2025년 5월 7일 개봉한 대한민국의 영화이다.

## 제작진

### 감독&각본
- 강이관 : 영화 《세 친구》(연출부), 영화 《여고괴담 두번째 이야기》(조감독), 영화 《소년의 시》(각본&감독), 영화 《미소》(단역 - 경비행장 수강생 역), 영화 《사과》(각본&감독), 영화 《시선 너머》(공동각본&공동감독), 영화 《이빨 두 개》(각본&감독), 영화 《범죄소년》(각본&감독), 영화 《설인》(시나리오 컨설던트), 영화 《들개》(시나리오 컨설던트), 영화 《보호자》(시나리오 컨설던트), 영화 《우리 잘 살 수 있을까?》(각본&감독), 영화 《윤시내가 사라졌다》(지도교수), 영화 《파로호》(지도교수), 영화 《썬더버드》(지도교수), 영화 《같은 속옷을 입는 두 여자》(지도교수), 영화 《그 겨울, 나는》(지도교수), 영화 《믿을 수 있는 사람》(지도교수), 영화 《만분의 일초》(지도교수), 영화 《교토에서 온 편지》(지도교수), 영화 《[[돌핀 (2024년 영화)|돌핀》(지도교수), 영화 《모르는 이야기》(지도교수), 영화 《엄마의 왕국》(지도교수), 영화 《딜리버리》(지도교수), 영화 《은빛살구》(제작지도) 등 연출 & 각본

## 출연진
- 배두나 : 옥택선 역
- 김윤석 : 이균 역
- 장기하 : 김연우 역
- 손석구 : 남수필 역
- 김희원 : 연구소장 역
- 염혜란 : 염막순 역
- 문성근 : 성 교수 역
- 오현경 : 최영희 역
- 민진웅 : 정훈 역
- 김예원 : 옥지선 역